# Île de Noss
L'île de Noss est une île des Shetland, Écosse.